# Manipulation
Der Begriff Manipulation bedeutet heute meist die gezielte und verdeckte Einflussnahme, bezeichnet also sämtliche Prozesse, welche auf eine Steuerung des Erlebens und Verhaltens von Einzelnen und Gruppen zielen und diesen verborgen bleiben sollen, damit der Propaganda verwandt.
Eine besondere Bedeutung besitzt der Begriff in der Psychologie für die Methode der experimentellen Manipulation. In seiner ursprünglichen Bedeutung „Handgriff“ steht Manipulation in der manuellen Medizin für eine Reihe von mit der Hand durchgeführten Techniken, die dem Lösen einer Blockierung dienen.

## Begriffsentwicklung
Das Wort setzt sich zusammen aus lateinisch manus ‚Hand‘  und plere ‚füllen‘; wörtlich ‚eine Handvoll (haben), etwas in der Hand haben‘. Im übertragenen Sinne bedeutet Manipulation Handgriff, Kunstgriff.  Im Sinne von „Handhabung“ wird er in der Technik verwendet. Der Brockhaus von 1809 verweist beim Stichwort Manipulation lediglich auf den Magnetismus. Etwa 100 Jahre später beschreibt Meyers Konversationslexikon eine Manipulation als kunstgerechte[n] Gebrauch der Hände; dann allgemein soviel wie Geschäftskniff. Die Krünitz-Enzyklopädie gibt dem Begriff einen größeren Raum, beschränkt sich aber auch fast ausschließlich auf den handgrifflichen Aspekt:

„Insbesondere heißt Manipulation aber die Bearbeitung, Berührung und Streichung eines Körpers mit der Hand, um heilsame Veränderungen in demselben zu bewirken. Von den Wirkungen der sanfteren Manipulation, so wie es bey dem vor einigen Jahren so berüchtigten Magnetisieren angewendet wurde…. Von dem derberen Manipuliren, welches besonders die Türken bey ihren Bädern zur Stärkung der Muskeln anwenden, ist im…Leibesübungen gehandelt.“

1985 heißt es in Knaurs Wörterbuch dann, Manipulation sei entweder „ein Gerät etc. geschickt handhaben“ oder auch „etwas oder jemanden in die gewünschte Richtung lenken; beeinflussen; steuern.“

## Manipulation von Menschen
Als Manipulation von Menschen wird die Einflussnahme bezeichnet, bei welcher die Annahme einer Meinung, Ware oder Dienstleistung durch die Zielperson zu einem Nachteil für diese führen kann. Von unsittlicher Manipulation spricht man, wenn der Versuch zu überreden oder überzeugen bei dem Beeinflussten ökonomischen und/oder sittlichen Schaden verursacht.
Wer Unterlegenheitsgefühle, mangelndes Selbstvertrauen oder Angst hat, lässt sich leichter täuschen, ist leicht manipulierbar. Die Manipulation von Menschen verfolgt Ziele und dient dazu, andere Menschen hinsichtlich ihres Verhaltens zu beeinflussen. Der Begriff der Manipulation ist in diesem Kontext negativ besetzt und durch Verschleierung der Intention gekennzeichnet. Wird eine Beeinflussung offen angestrebt oder erreicht, handelt es sich um Kommunikation zur Überredung oder Überzeugung. Manipulierte Menschen handeln nicht aus eigenen Einsichten oder Überzeugungen, sondern fremdbestimmt. Die angestrebte Lenkung durch gezielte Beeinflussung von außen erzeugt beim Erkennen zumeist negative Emotionen, da der Manipulierte mehr oder weniger zum bloßen Ausführenden des Manipulierenden gemacht wird und nur nach dessen Vorstellungen reagieren soll. Auch in der Kommunikation kann Sprachmanipulation ausgeübt werden, zum Beispiel durch die Fragetechnik.
Als Mind-Security kann die organisierte Vorbeugung von Menschen oder Organisationen gegenüber Manipulation bezeichnet werden. Auch Aufklärung und Emanzipation sind gegen verschiedene Arten von Manipulation gerichtet. Spricht man von einer gewollten Veränderung auch seitens der Zielperson, wird eher von Lernen oder Entwicklung gesprochen (Erziehung). In der Informationssicherheit wird die Manipulation von Menschen zum Zweck der unerlaubten Gewinnung von Informationen auch unter dem Begriff Social Engineering diskutiert.

### Alltägliche Beeinflussung
Mitunter wird die These vertreten (unter anderem im Neuro-Linguistischen Programmieren), dass Menschen einander manipulierten, sobald sie miteinander kommunizieren. Es gibt verschiedene Ausprägungen in Form und Stärke. Die minimale Manipulation bestehe bereits darin, den anderen zum Zuhören zu bewegen. Dies gilt somit nicht nur für zielgerichtete Kommunikation, sondern auch für einfache Unterhaltungen. Jeder manipuliere somit jederzeit jeden Anderen, mit dem er zu tun hat (vergleiche auch Walther G. Pinecoke). Auch im einfachen Kommunikationsmodell hat der Sender eine Absicht, die er erreichen oder durchsetzen will. Selbst der augenscheinlich Manipulierte sorge eigentlich erst mit seiner Haltung dafür, dass der Manipulierende sich so verhält. Er manipuliere in diesem Sinne den eigentlich (objektiv / subjektiv) als aktiv gesehenen Manipulator (devot / dominant). Wer Manipulation zulasse, gestalte sie anders. Manipulation wäre also eine alltägliche Vorgehensweise und stelle lediglich Beeinflussung dar und sei demnach nicht negativ zu bewerten. Erst der Zweck und die Eindringlichkeit der Manipulation, zum Beispiel in Form einer Botschaft der Konsumwerbung, könne eine Wertung ermöglichen. Der Soziologe Herbert Marcuse war einer der schärfsten Kritiker von Werbemanipulation, die seiner Ansicht nach den Menschen völlig eindimensional auf Konsumverhalten hin konditioniert.
Wie schwer sich im Alltag kommunikative Praktiken zur Beeinflussung der bewussten Entscheidung (Überzeugung) und kommunikative Praktiken zur Ausnutzung von Willensschwäche oder eingeschränkter Entscheidungsfähigkeit abgrenzen lassen, wird besonders deutlich im stationären Einzelhandel. Fast jeder Handelsbetrieb setzt eine Fülle von psychostrategischen und -taktischen Maßnahmen ein, die beim Kunden zumindest Interesse wecken, möglichst jedoch eine Kaufentscheidung auslösen sollen, gleichgültig, ob sie bewusst wahrgenommen werden oder unbewusst wirken. Sie können auf sämtliche Sinnesorgane gerichtet sein. Die Handelspsychologie sichtet und ordnet die Vielfalt der Beeinflussungsmöglichkeiten. Sie reichen von Sortiment, Personalverhalten und Ladenatmosphäre über Wegelenkung der Kunden, Bodenbelag, Platzierung, Regalfüllung oder Preisoptik bis hin zu Hintergrundmusik, Duftnoten oder Degustationen. Werden etwa im Supermarkt Süßigkeiten und Spielwaren in der Regal-Bückzone (der Blick- und Griffzone der Kinder) oder in der Kassenzone („Quengelware“) platziert, wird leicht der Vorwurf der Manipulation laut. Denselben Kritikern ist meist nicht bewusst, dass Deckenhänger, Regalstopper, bewusst eingebaute Grifflücken im Regal und tausend andere Maßnahmen ebenso beeinflussen wollen. Von schädlicher, unlauterer Manipulation kann jedoch nur dann gesprochen werden, wenn im Einzelfall der Wille eines Kunden ausgeschaltet wird oder wenn Kunden zum Kauf veranlasst werden, die selbst keine freie Willensentscheidung treffen können (Kinder, geistig Behinderte, demente Menschen). Weder gereicht dem mündigen Kunden, der – angeregt durch auffällige Platzierung – spontan einen Reisewecker kauft, sein Spontankauf zum Nachteil noch ist seine Kaufentscheidung irrational.
Befürworter manipulativer Praktiken – zum Beispiel aus den Bereichen Vertrieb, Werbung und Propaganda – halten den Vorwurf von Unfairness und die Gefahr von Machtmissbrauch für vernachlässigbar. Es sei ein Vorurteil, gegen das die Manipulation zu kämpfen hat. Manipulation sei ein natürliches menschliches Verhalten.

### Problematik
Demgegenüber wird eingewendet, dass die Wahl der Mittel für eine Wertung bedeutsam ist. Eine Manipulation, die auf gezielter Täuschung beruht, sei problematisch. Im negativen Sinn bedeutet Manipulation zum Beispiel die Verminderung der Handlungsfreiheit beziehungsweise Kontrolle des Opfers beziehungsweise seitens des Täters eine Wahl unfairer, intransparenter oder täuschender Mittel, welche eine Gegenwehr erschweren. Oft wird negativ von Manipulation gesprochen, sobald sich jemand als Opfer einer Manipulation betrachtet.
Aufgeklärtheit und Unmündigkeit stehen in Bezug auf die Manipulierbarkeit in einem Kontrast zueinander. Die alltägliche Anwendung von Manipulation unterscheidet sich dabei nicht sehr von Formen professioneller Beeinflussung von Menschen. Letztere birgt jedoch die Gefahr von Machtmissbrauch.
Häufig ist manipulatives Verhalten Teil von Persönlichkeitsstörungen.

## Zitate
„Keine Emotion beraubt den Geist so vollständig von seinen Möglichkeiten zu handeln und zu denken wie die Angst.“

„Die Sprache ist dem Menschen gegeben, um seine Gedanken zu verbergen.“

„Das Fehlen sichtbarer Gewalt erlaubt der Manipulation, sich als jene Freiheit auszugeben, die sie entzieht.“